# Make You Feel My Love
"Make You Feel My Love" là bài hát do Bob Dylan sáng tác và thu âm, được xuất hiện trong album năm 1997, Time Out of Mind. Bài hát được phát hành thương mại lần đầu bởi Billy Joel với tên "To Make You Feel My Love" ngay trước khi Bob Dylan phát hành bản của ông cùng năm đó. Bài hát cũng được hát lại bởi nhiều nghệ sĩ và giúp Adele, Garth Brooks và Bryan Ferry, đạt được thành công về mặt thương mại. Hai bản hát lại của bài hát (một của Garth Brooks và một của Trisha Yearwood) cũng xuất hiện trong phần nhạc của bộ phim Hope Floats vào năm 1998.

## Phiên bản của Billy Joel
Vào năm 1997, Billy Joel hát lại bài hát với tên "To Make You Feel My Love" cho album tuyển tập Greatest Hits Volume III. "To Make You Feel My Love" là đĩa đơn đầu tiên của album và đạt vị trí thứ 50 trên Billboard Hot 100 của Hoa Kỳ. Đĩa đơn này của Joel ra trước hai tháng so với bản phát hành chính thức của Dylan.

### Xếp hạng
| Bảng xếp hạng (1997)                             | Vị trí cao nhất |
| ------------------------------------------------ | --------------- |
| Úc (ARIA)                                        | 90              |
| Hà Lan (Single Top 100)                          | 99              |
| Hoa Kỳ (Billboard Hot 100)                       | 50              |
| Hoa Kỳ (Billboard Hot Adult Contemporary Tracks) | 9               |
| Hoa Kỳ (Billboard Hot Singles Sales)             | 53              |

## Phiên bản của Garth Brooks
Garth Brooks hát lại bài hát với tên "To Make You Feel My Love" vào năm 1998. "To Make You Feel My Love" xuất hiện trong nhạc phim của Hope Floats (1998), cùng bản cover của Trisha Yearwood. Bài hát cũng góp mặt với tư cách track bổ sung trong album Fresh Horses dành cho box set đầu tiên của Garth Brooks mang tên Limited Series. Phiên bản của Brooks được đề cử tại giải Grammy lần thứ 41 cho hạng mục Trình diễn giọng country nam xuất sắc nhất cùng một đề cử của Bob Dylan cho hạng mục Bài hát country xuất sắc nhất.

### Xếp hạng
| Bảng xếp hạng (1998)                  | Vị trí cao nhất |
| ------------------------------------- | --------------- |
| Canada Adult Contemporary (RPM)       | 22              |
| Canada Country Tracks (RPM)           | 7               |
| Hoa Kỳ Adult Contemporary (Billboard) | 8               |
| Hoa Kỳ Hot Country Songs (Billboard)  | 1               |

### Bảng xếp hạng cuối năm
| Bảng xếp hạng (1998)             | Vị trí |
| -------------------------------- | ------ |
| Canada (RPM Country Tracks)      | 63     |
| Hoa Kỳ (Billboard Country Songs) | 32     |

## Phiên bản của Adele
Vào năm 2008, nghệ sĩ người Anh Adele thu âm "Make You Feel My Love" cho album phòng thu đầu tay 19 (2008). Bài hát được phát hành làm đĩa đơn thứ 5 và cuối cùng từ album vào ngày 27 tháng 10 năm 2008. Adele's Video âm nhạc của bài hát (Mat Kirby đạo diễn) được ra mắt trên nhiều kênh âm nhạc vào cuối tháng 9 năm 2008 và trang mạng cá nhân của Adele.
Sau khi được thể hiện tại The X Factor mùa thứ bảy năm 2010, bài hát trở lại bảng xếp hạng UK Singles Chart ở vị trí số 24. Bài hát sau đó nhảy một mạch lên vị trí thứ tư sau màn thể hiện thứ hai. Sau màn biểu diễn tứ ba tại X Factor và nhờ việc được sử dụng chương trình truyền hình từ thiện Comic Relief 2010, bài hát có ba tuần không liên tiếp trong top 10 tại Anh Quốc. Đầu năm 2011 "Make You Feel My Love" trở lại top 40 một lần nữa ở vị trí 34 nhờ xuất hiện trong chương trình Britain's Got Talent 2011.
Phiên bản của Adele có mặt trong nhạc phim When in Rome (2010). Phiên bản của cô cũng xuất hiện trong album ủng hộ những nạn nhân bị ảnh hưởng của siêu bão Haiyan ở Philippines mang tên Songs for the Philippines. Vào tháng 10 năm 2013 bài hát được sử dụng làm nhạc nền trong chương trình Strictly Come Dancing mùa thứ 11. Vào tháng 1 năm 2013, Heart Radio chọn bản thu của Adele là bài hát số một Anh Quốc mọi thời đại trong danh sách Hall of Fame Top 500. Ở Anh Quốc và Hoa Kỳ, bài hát được sử dụng trong các chương trình Waterloo Road, One Tree Hill, Ghost Whisperer, Parenthood, The Bold and the Beautiful, General Hospital, Bones, Hollyoaks, EastEnders, Glee và chương trình thử nghiệm của Against the Wall.

### Các phiên bản
Tải kĩ thuật số (phiên bản 1)
1. "Make You Feel My Love" – 3:32

Tải kĩ thuật số (phiên bản 2)
1. "Make You Feel My Love" – 3:32
2. "Make You Feel My Love" (video) – 3:32

Đĩa đơn CD
1. "Make You Feel My Love" – 3:32
2. "Painting Pictures" – 3:33

Phiên bản 19
1. "Make You Feel My Love" – 3:32

Phiên bản 19 Deluxe
1. "Make You Feel My Love" (trực tiếp tại Hotel Cafe) – 3:52

Phiên bản trực tiếp Chimes of Freedom
1. "Make You Feel My Love" (thu trực tiếp tại WXPN) – 4:04

Phiên bản trực tiếp Live at the Royal Albert Hall
1. "Make You Feel My Love" (trực tiếp) - 3:48

### Xếp hạng

#### Bảng xếp hạng tuần
| Bảng xếp hạng (2008–12)             | Vị trí cao nhất |
| ----------------------------------- | --------------- |
| Bỉ (Ultratip Flanders)              | 17              |
| Châu Âu (European Hot 100 Singles   | 17              |
| Ireland (IRMA)                      | 5               |
| Hà Lan (Dutch Top 40)               | 3               |
| Scotland (OCC)                      | 4               |
| Thụy Điển (Sverigetopplistan)       | 44              |
| Anh Quốc (OCC)                      | 4               |
| Anh Quốc (UK Indie Chart - Đĩa đơn) | 1               |

| Quốc gia (2009)             | Vị trí |
| --------------------------- | ------ |
| Hà Lan (MegaCharts)         | 7      |
| Quốc gia (2010)             | Vị trí |
| Anh Quốc (UK Singles Chart) | 48     |

### Chứng nhận
| Quốc gia                                 | Chứng nhận | Số đơn vị/doanh số chứng nhận |
| ---------------------------------------- | ---------- | ----------------------------- |
| Bỉ (BEA)                                 | Vàng       | 0*                            |
| Anh Quốc (BPI)                           | Bạch kim   | 900.000                       |
| Hoa Kỳ (RIAA)                            | Vàng       | 500.000*                      |
| * Chứng nhận dựa theo doanh số tiêu thụ. |            |                               |

## Các phiên bản khác
"Make You Feel My Love" cũng được thu âm bởi Joan Osborne, bởi Josh Kelley trong A Cinderella Story: Original Soundtrack, bởi Trisha Yearwood, Neil Diamond, Danny Bowes, Shawn Colvin, Luka Bloom, Timothy B. Schmit, Ronan Keating, Winifred Horan (nhóm Solas), Emily Loizeau, Bryan Ferry, Elkie Brooks (trong album 2010 Powerless), Mary Black, Ruarri Joseph, Phil Keaggy, Paul Evans, Taylor Hicks, Jon Peter Lewis, Kris Allen, Maria Muldaur, Louise Setara, diễn viên Jeremy Irons, Kelly Clarkson, Rebecca Ferguson và Aaron Tveit.
Vào năm 2000, bài hát được sản xuất bởi Bob Johnston và thu âm bởi ca sĩ nhạc popera Romina Arena tuy nhiên bản thu này chưa bao giờ được phát hành. Bryan Ferry thu âm một phiên bản trong album Dylanesque (2007). Vào tháng 4 năm 2011, Prince đưa bài hát vào trong danh sách ca khúc biểu diễn. Một phiên bản được thu âm cho bộ phim The Bold and the Beautiful của Bianca Moon và được sử dụng trong nhiều tập phim vào cuối năm 2011. Một phiên bản tiếng Séc với nội dung lời hoàn toàn khác của Oskar Petr cũng được phát hành năm 2011 bởi Alžběta Kolečkářová.
Hai diễn viên chính của bộ phim Glee là Lea Michele và Darren Criss hát bài hát tại một sự kiện Taste for a Cure vào tháng 4 năm 2012 và lần thứ hai tại sự kiện Big Brothers Big Sisters vào tháng 10 cùng năm. Lea Michele cũng biểu diễn bài hát trong vai Rachel Berry trong tập phim Glee vào năm 2013 mang tên "The Quarterback" để tri ân Cory Monteith, người thủ vai Finn Hudson.
Ca sĩ nhạc jazz Jane Harvey thu âm bài hát cho album cover All Of You vào năm 2012. Cùng năm này rapper người Úc Iggy Azalea lấy mẫu đoạn nhạc của Harvey cho bản demo "I Don't Love Us Anymore". Phiên bản của Azalea bao gồm hoàn toàn là lời rap, mặc dù giai điệu nhạc nền được giữ nguyên, nói về mối tình buồn của cô.